# Paveefolket
Paveefolket (også: Det rejsende folk, eng.: Irish Travellers, tinkers, irsk: Lucht siúlta – "Pavee" er deres egen betegnelse) er et nomadisk folkeslag med rødder i Irland, der bor i Irland, Storbritannien og USA. Der er anslået 25.000 pavee i Irland, 15.000 i Storbritannien og 7.000 i USA.